# Ес-Санамейн (мінтака)
Ес-Санамейн (араб. منطقة الصنمين mantiqah Al-Sanamayn) — мінтака у Сирії, що входить до складу мухафази Дар'а. Адміністративний центр — місто Ес-Санамейн.

## Адміністративний поділ

Мінтака Ес-Санамейн на мапі мухафази Дар'а

У свою чергу, мінтака Ес-Санамейн складається з кількох адміністративних одиниць третього рівня — 3 нохій (громад або общин):
| Код      | Назва                                   | Площа      | Населення |
| -------- | --------------------------------------- | ---------- | --------- |
| SY120200 | нохія Ес-Санамейн (nahiyah Al-Sanamayn) | 502,05 км² | 113 316   |
| SY120201 | нохія Аль-Масмія (nahiyah Al-Masmiyah)  | 487,18 км² | 8773      |
| SY120202 | нохія Габагіб (nahiyah Ghabaghib)       | 341,52 км² | 45 793    |